# Venelle
Pour les articles ayant des titres homophones, voir Venel et Venelles.
Pour le passage séparant 2 bâtiments, voir Venelle (voie).
La Venelle est une rivière de l'Est de la France, qui coule dans les départements de la Haute-Marne et de la Côte-d'Or, en ancienne région Champagne-Ardenne et Bourgogne  donc en nouvelle région Grand Est et Bourgogne-Franche-Comté. C'est un affluent de rive gauche de la Tille, donc un sous-affluent du Rhône par la Tille et la Saône.

## Géographie
De 33,1 km de longueur, la Venelle prend sa source en Haute-Marne à Vaillant sur le plateau de Langres. 
Coulant vers le sud, elle passe rapidement en Côte-d'Or, arrose Selongey et Véronnes. Elle se perd entre Veronnes et Lux pour resurgir avec une partie de la Tille à Bèze en résurgence type vauclusien qui forme une partie des sources de la Bèze.
La Venelle conflue sur la commune de Lux avec la Tille.

### Départements et principales villes traversés
- Haute-Marne : Vaillant, Chalancey
- Côte-d'Or : Vernois-lès-Vesvres, Foncegrive, Selongey, Orville, Véronnes,

### Communes et cantons traversés
Dans les deux départements de la Côte-d'Or et de la Haute-Marne, la Venelle traverse les neuf communes suivantes, de l'amont vers l'aval, de Vaillant (source), Vesvres-sous-Chalancey, Chalancey, Vernois-les-Vesvres, Foncegrive, Selongey, Orville, Véronnes, Lux (confluence).

### Bassin versant
La Venelle traverse une seule zone hydrographique « La Vennelle » (U110) de 143 km2 de superficie. Ce bassin versant est constitué à 53,07 % de « territoires agricoles », à 43,49 % de « forêts et milieux semi-naturels », à 3,06 % de « territoires artificialisés », à 0,16 % de « zones humides ».

## Affluents
La Venelle a trois affluents référencés :
- la Noue Pinot,
- la Noue Boisseau,
- le ruisseau des Vernes,

### Rang de Strahler
La Venelle est donc de rang de Strahler deux.

## Hydrologie
La Venelle est une rivière très irrégulière. 

### La Venelle à Selongey
Son débit a été observé depuis le 1er février 1970 , à Selongey, localité du département de la Côte-d'Or située peu avant son confluent avec la Tille, à 291 m d'altitude. La surface ainsi étudiée est de 56 km2, soit plus ou moins le tiers de la totalité du bassin versant de la rivière à 143 km2.
Le module de la rivière à Selongey est de 0,598 m3/s.
La Venelle présente des fluctuations saisonnières de débit bien marquées, comme très souvent dans la vallée de la Saône en Bourgogne. Les hautes eaux se déroulent en hiver et se caractérisent par des débits mensuels moyens allant de 0,97 à 1,27 m3/s, de décembre à mars inclus (avec un maximum très net en janvier et surtout en février). À partir de la fin du mois de mars, le débit baisse progressivement jusqu'aux basses eaux d'été qui ont lieu de juillet à septembre inclus, entraînant une baisse du débit mensuel moyen allant jusqu'à 0,134 m3/s au mois d'août. Mais ces moyennes mensuelles cachent des fluctuations plus prononcées selon les années ou sur de plus courtes périodes.

### Étiage ou basses eaux
Aux étiages, le VCN3 peut chuter jusque 0,022 m3/s (quinze litres/s), en cas de période quinquennale sèche, ce qui est relativement sévère même pour un aussi petit cours d'eau.

### Crues
Les crues peuvent être importantes, compte tenu de la taille fort réduite de son bassin versant. Les QIX 2 et QIX 5 valent respectivement 5,3 et 7,8 m3/s. Le QIX 10 est de 9,5 m3/s, le QIX 20 de 11 m3/s, tandis que le QIX 50 se monte à 13 m3/s.
Le débit instantané maximal enregistré à Selongey a été de 9,47 m3/s le 10 mars 2006 et 12,80 m3/s le 3 mai 2013, tandis que la valeur journalière maximale était de 8,73 m3/s le 10 mars 2006 et 11,40 m3/s 4 mars 2013. Si l'on compare la première de ces valeurs à l'échelle des QIX de la rivière, l'on constate que cette crue était à peine d'ordre vicennal, et donc destinée à se répéter tous les 20 ans en moyenne. la hauteur maximale instantanée a été de 149 cm ou 1,49 m le 3 mai 2013.

### Lame d'eau et débit spécifique
La Venelle est une rivière assez abondante. La lame d'eau écoulée dans son bassin versant est de 355 millimètres annuellement, ce qui est nettement supérieur à la moyenne d'ensemble de la France tous bassins confondus (320 millimètres/an). C'est cependant largement inférieur à la moyenne du bassin de la Saône (501 millimètres/an à Lyon). Le débit spécifique (ou Qsp) atteint le chiffre solide de 11,2 litres par seconde et par kilomètre carré de bassin.

## Patrimoine - Curiosités - Tourisme
La vallée de la Venelle est classée ZNIEFF de type I.